# 周信芳故居
周信芳故居位于中国江苏省淮安市清江浦区闸口街道都天庙历史文化风貌区环城东路虹桥畔，紧邻纪家楼学校，占地200平方米。周信芳祖籍浙江省宁波府慈谿县慈城镇（今属宁波市江北区），1895年1月14日出生在江苏省淮安府清河县清江浦。

## 保护
2003年3月26日，周信芳故居列为第二批淮安市文物保护单位。